# Biritinga
Biritinga est une municipalité de l'État de Bahia au Brésil.
Sa population était estimée à 15 737 habitants en 2013 et elle s'étend sur environ 570 km2.
Elle appartient à la microrégion de Serrinha.